# آدام داد
آدام داد (انگلیسی: Adam Dodd؛ زادهٔ ۱۴ مهٔ ۱۹۹۳) بازیکن فوتبال اهل بریتانیا است.
از باشگاه‌هایی که در آن بازی کرده‌است می‌توان به باشگاه فوتبال ایر یونایتد، باشگاه فوتبال بلکپول، باشگاه فوتبال بامبر بریج، و باشگاه فوتبال آلترینچام اشاره کرد.